# ハイAウエスト
ハイAウエスト（英語: High-A West）は、アメリカ合衆国とカナダに2021年のみ存在したマイナーリーグ（MiLB）のプロ野球リーグ。格付けはメジャーリーグ（MLB）の3つ下となるA+級。

## 歴史
2021年のシーズン開幕前に行われたマイナーリーグの再編に伴い、ノースウェストリーグがチーム数縮小の上、名称変更して誕生した。
2022年よりリーグ名が元の「ノースウェストリーグ」に戻された。

## 所属チーム
2021年
| チーム                                           | MLB提携チーム                  | 創設年 | 加入年 | 本拠地                                                                    |
| ------------------------------------------------ | ------------------------------ | ------ | ------ | ------------------------------------------------------------------------- |
| ユージーン・エメラルズ Eugene Emeralds           | サンフランシスコ・ジャイアンツ | 1955年 | 2021年 | オレゴン州レーン郡ユージーン PVパーク                                     |
| エバレット・アクアソックス Everett AquaSox       | シアトル・マリナーズ           | 1995年 | 2021年 | ワシントン州スノホミッシュ郡エバレット エベレット・メモリアル・スタジアム |
| ヒルズボロ・ホップス Hillsboro Hops              | アリゾナ・ダイヤモンドバックス | 2013年 | 2021年 | オレゴン州ワシントン郡ヒルズボロ ロン・トンキン・フィールド               |
| スポケーン・インディアンス Spokane Indians       | コロラド・ロッキーズ           | 1898年 | 2021年 | ワシントン州スポケーン郡スポケーンバレー アビスタ・スタジアム             |
| トリシティ・ダストデビルズ Tri-City Dust Devils  | ロサンゼルス・エンゼルス       | 2001年 | 2021年 | ワシントン州フランクリン郡パスコ ジェサ・スタジアム                       |
| バンクーバー・カナディアンズ Vancouver Canadians | トロント・ブルージェイズ       | 2000年 | 2021年 | ブリティッシュコロンビア州バンクーバー ナットベイリー・スタジアム         |